# クリスティン・ブルック・ローズ
クリスティン・ブルック・ローズ (Christine Brooke-Rose、1923年1月16日 – 2012年3月21日) は、主に実験的な小説で知られる、イギリスの小説家、文芸評論家。

## 来歴
クリスティン・ブルック・ローズは、イギリス人の父アルフレッド・ノースブルック・ローズとアメリカ系スイス人の母イブリン（旧姓ブルック）の間に、スイスのジュネーブで生まれた。両親は1929年に離婚した。母方の祖父母のもと、主にブリュッセルで育ったが、ロードステアーズの聖ステファン大学（St Stephen's College, Broadstairs）、その後、サマーヴィル・カレッジ（文学修士号）、ユニヴァーシティ・カレッジ・ロンドン（博士号）で学んだ。 
第二次世界大戦の間、婦人補助空軍（WAAF）に参加した。当初、イギリス空軍ソーナビー基地に赴任し、沿岸司令部の飛行記録を書いた。ドイツ語が流暢に話せると聞いたWAAFの指揮官に命令を受け、ロンドンに呼ばれてフレデリック・ウィリアム・ウィンターボサムの面接を受けた。技術的な通信文を翻訳したが、手動電話交換機（Klappenschrank、野戦用電話の一部）で苦労した。18歳のとき、ブレッチリー・パークのHut 3（英語: Hut 3）（政府通信本部の暗号解読組織）に送られ、傍受したドイツの通信文を解析した。自伝的小説「Remake」はブレッチリ―・パークでの生活を記録したものである。 
サマーヴィル・カレッジで文学を学び、学位を取得した。ロンドンで文学ジャーナリスト、学者としてしばらく働いた。ロドニー・バックス（Rodney Bax）、詩人のイェジ・ピエトルキエヴィッチ、（短期間だが）いとこのクラウド・ブルック（Claude Brooke）と、3度の婚姻歴がある。
ブレッチリ―・パークに勤務、バックスと結婚していたとき、既婚者であるアメリカ人の陸軍士官テルフォード・テイラーと不倫関係にあった。このことが原因で後にバックスと離婚するが、テイラーの婚姻関係はその後数年続いた。テイラーはブレッチリ―におけるアメリカとの連絡部門の責任者であり、後にニュルンベルク裁判において検察側弁護士を務めた。
1968年にピエトルキエヴィッチと離婚すると、フランスに移り、1968年から1988年までバンセンヌのパリ大学で教えた。1975年にパリ大学で言語学と英文学を教えているとき、英米文学と文学理論の教授になった。1988年に引退し、アビニョンの近くの南フランスに移った。

## 作品
ブレッチリ―・パークでの日々において、「他者（that otherness）」に触れ、「他者（Other）」の視点に気付いたことが、小説家になるうえで役に立ったと後年回想している。
「Such（1966年）」でジェイムズ・テイト・ブラック記念賞（フィクション部門）を受賞した。
翻訳家としても知られ、1969年にアラン・ロブ＝グリエの「Dans le labyrinthe（迷宮にて）」で、アーツカウンシル翻訳賞（Arts Council Translation Prize）を受賞した。
自伝的小説「Remake（1996年）」については、こう述べられている。
一風変わった自伝的小説で、三人称のフィクションを作るために人生の題材を使い、歪曲されかつ部分的な記憶の緊張感を用いた実験的な手法の中で変化を遂げ、厳密かつ懐疑的な言語ーそれは対象の衝動や情熱の根底にある永続的な形を模索するものであるがーによって裏付けられる。これは、ものごとを時系列で思い出す単純なプロセスではない。「Remake」は事実そのものではなく、事実の中身、戦時の子供の物事の捉え方、衣服の質感、味覚や嗅覚、母親、父親の不在、大人への漸進的な変化などを捉えている。
ステファニア・カサール（Stefania Cassar）は、「ゾランドル（Xorandor）（1986年）」を当時進行中の文化的議論の観点から科学、科学者を描いた1980年代、1990年代のイギリス小説のひとつとして、以下のように述べている。「「ゾランドル（Xorandor）」、「三の倍数表（Three Times Table）」、「ダランベールの原理（D'Alembert's Principle）」は、強力な組織と影響力を持つ人物、もしくはどちらか一方が、科学と人文科学、理性と想像力の境界を強化、監視しようとする社会を舞台にしている。この三つの小説は、明確な境界を作りだそうとする試みは誤りで限界があり、最終的に失敗する運命にあると主張している... 人文科学の観点から科学を批判することで、「二つの文化」モデルの根底に横たわる前提の限界が明らかになり、文学と科学の関係を捉える軽妙で新たな方法が明らかになる可能性がある」。

## 出版リスト
小説
- The Languages of Love (1957)
- The Sycamore Tree (1958)
- The Dear Deceit (1960)
- The Middlemen: A Satire (1961)
- Out (1964)
- Such (1966)
- Between (1968)
- Thru (1975)
- Amalgamemnon (1984)
- Xorandor (1986)
- The Christine Brooke-Rose Omnibus: Out, Such, Between, Thru (first edition, 1986; second edition, 2006)
- Verbivore (1990)
- Textermination (1991)
- Remake (1996) autobiographical novel
- Next (1998)
- Subscript (1999)
- Life, End of (2006) autobiographical novel

短編小説集
- Go When You See the Green Man Walking (1970)

詩集
- Gold: A Poem (1955)

エッセイと評論
- A Grammar of Metaphor (1958) criticism
- A ZBC of Ezra Pound（英語: A ZBC of Ezra Pound） (1971) criticism
- A Structural Analysis of Pound's Usura Canto: Jakobson's Method Extended and Applied to Free Verse (1976) criticism
- A Rhetoric of the Unreal: Studies in Narrative and Structure, Especially of the Fantastic (1981) criticism
- Stories, Theories, and Things (1991) literary theory
- Poems, Letters, Drawings (2000)
- Invisible Author: Last Essays (2002)

英語への翻訳
- Children of Chaos, by Juan Goytisolo（英語: Juan Goytisolo） (London: MacGibbon and Kee, 1958).
- Fertility and Survival: Population Problems from Malthus to Mao Tse Tung, by  Alfred Sauvy（英語: Alfred Sauvy） (New York: Criterion, 1960; London: Chatto and Windus, 1961).
- In the Labyrinth, by  Alain Robbe-Grillet（英語: Alain Robbe-Grillet）  (London: Calder and Boyars, 1968).

## 受賞歴
- 1965: Society of Authors Traveling Prize, for Out
- 1966: James Tait Black Memorial Prize, for Such
- 1969: Arts Council Translation Prize, for In the Labyrinth

## 関連書籍
- Sarah Birch (1994). Christine Brooke-Rose and Contemporary Fiction.
- Judy Little (1996). The Experimental Self: Dialogic Subjectivity in Woolf, Pym, and Brooke-Rose.
- Ellen J. Friedman and Richard Martin (1995). Utterly Other Discourse: The Texts of Christine Brooke-Rose.
- Nicoletta Pireddu (2006). "Scribes of a Transnational Europe: Travel, Translation, Borders", The Translator 12(2), pp. 345–69.
- G.N. Forester and M.J. Nicholls (2014). Verbivoracious Festschrift Volume 1: Christine Brooke-Rose.
- Joseph Darlington (2021). Christine Brooke-Rose and Post-War Literature.